# Gigantisme
Pour les articles homonymes, voir Gigantisme (homonymie).
 (janvier 2017).
 Mise en garde médicale
Le gigantisme d'individus, animaux ou végétaux, désigne une taille exceptionnellement grande par rapport aux autres membres de leur espèce.
Chez l'Homme, il désigne un état pathologique caractérisé par une croissance excessive. C'est la seule condition qui englobe presque tous les cas de pathologie de taille extrême. Le gigantisme n'est pas un terme médical couramment utilisé à l'heure actuelle ; de plus, il n'existe pas de définition précise de la taille à partir de laquelle on parle de géant. Le terme a été appliqué typiquement à ceux dont la taille n'est pas dans le dernier centile de la population mais de nombreuses fois l'écart type au-dessus de la moyenne des personnes du même sexe, âge et appartenance ethnique.

## Gigantisme hypophysaire
L'excès d'hormone est souvent due à la sur-sécrétion d'un groupe de cellule somatotrope de l'anté-hypophyse (appelée adénome somatotrope). Ces cellules ne répondent pas aux contrôles normaux de la croissance ainsi que leurs fonctions. 
Ils grandissent très lentement, donc pendant plusieurs années le seul effet de cette dite adénome sont les effets de l'hormone de croissance excessive. Les premiers symptômes d'un excès d'hormone de croissance pendant l'enfance est la croissance excessive, cette grande taille est également accompagnée d'une morphologie caractéristique, reconnaissable par un endocrinologue. 
La constitution corporelle typique implique des os lourds et épais, avec de grandes mains et de grands pieds et une mâchoire lourde. Une fois la puberté terminée et la taille adulte atteinte, l'épaississement continu de la peau et la croissance de la mâchoire donnent lieu à une combinaison de caractéristiques appelées acromégalie. 
Malheureusement, au fil des décennies, un tel adénome peut atteindre une taille suffisante (2 cm ou plus de diamètre) pour causer des maux de tête, altérer la vision ou endommager d'autres fonctions pituitaires. 
De nombreuses années d'excès d'hormone de croissance peuvent également causer d'autres problèmes. Si un médecin soupçonne un gigantisme hypophysaire ou une acromégalie, le test de dépistage diagnostique le plus simple est la mesure du facteur 1 de croissance de l'insuline dans le sang. 
Ce taux est généralement assez élevé, mais il doit être interprété en fonction de l'âge et de l'état pubertaire. D'autres tests de confirmation peuvent inclure l'imagerie par résonance magnétique (IRM) de l'hypophyse à la recherche d'un adénome visible et la suppression de l'hormone de croissance par le glucose. 
Le traitement dépend de la taille de l'adénome et peut comprendre l'ablation par un neurochirurgien, des médicaments comme l'octréotide ou la bromocriptine, ou la radiothérapie. Le gigantisme hypophysaire de l'enfance est une maladie rare, et les personnes atteintes sont souvent assez inhabituelles pour atteindre un certain degré de célébrité (p. ex. André le Géant).

## Autres conditions d'hypercroissance ou de taille excessive chez les enfants
- Obésité précoce
- La puberté précoce
- Chromosomes sexuels supplémentaires (en sus des deux normaux). Les syndromes gonosomiques les plus courants sont XXY, XYY et XXX.
- Hypogonadisme
- Mutation des récepteurs des estrogènes (très rare)
- Syndrome de Marfan
- Syndrome de Sotos

Chez les enfants qui sont excessivement grand, on réfère souvent les enfants à des endocrinologues pédiatriques pour évaluation. La majorité des enfants qui semblent trop grands ou trop grands à leurs parents présentent habituellement une combinaison de la simplicité familiale et de l'obésité infantile.   
La puberté précoce et une variété de maladies du côlon dues à un défaut héréditaire du tissu conjonctif. En plus d'un taille modéré, les personnes atteintes de cette condition ont généralement un corps mince et des doigts exceptionnellement longs (arachnodactylie). Beaucoup peuvent aussi développer une dislocation du cristallin de l'œil ou, plus sérieusement, une détérioration progressive des parois de l'aorte qui peut entraîner la mort subite à l'âge adulte. Il est habituellement hérité comme un trait autosomique dominant.  
L'apparition précoce de l'obésité entraîne une croissance supérieure à la moyenne au milieu de l'enfance, de sorte que plus de la moitié des enfants en surpoids ont une taille se situant entre 70 et 99 pour cent vers l'âge de 10 ans. La taille adulte atteinte par ces enfants est ce à quoi on pourrait s'attendre de la part de leur famille, car la croissance excessive du milieu de l'enfance est compensée par l'atténuation de la poussée de croissance pubertaire.  
Les chromosomes sexuels supplémentaires (au-delà des deux chromosomes normaux) entraînent habituellement une augmentation de la croissance en hauteur. Les caryotypes les plus communs impliquant des hormones sexuelles supplémentaires sont 47,XXY (syndrome de Klinefelter), 47, XYY, et 47,XXX. L'incrément de hauteur supplémentaire est généralement modeste.    
L'hypogonadisme est la condition d'une carence en hormones sexuelles due à une fonction réduite des testicules ou des ovaires à l'adolescence. Lorsque la sécrétion de testostérone ou d'estradiol reste inférieure à la moyenne pendant l'adolescence, une taille adulte plus grande sera progressivement atteinte par une croissance supplémentaire des bras et des jambes. Cette grande taille aux membres longs est appelé « eunuque », mais il ajoute rarement plus de 2,5-7,5 cm à la taille adulte. La croissance supplémentaire est empêchée si l'enfant reçoit un remplacement approprié de testostérone ou d'œstrogènes dès le début de l'adolescence
Une version très rare mais plus extrême de la grande taille « eunuchoïde » se produit lorsqu'une mutation du récepteur des œstrogènes réduit la réponse des os à l'œstradiol. L'estradiol est un sous-produit de la testostérone chez les hommes et les femmes et est le plus puissant accélérateur de la maturation et de la fermeture des os connu. Si une personne ne répond pas aux œstrogènes, sa croissance peut se poursuivre jusqu'à la fin de la vingtaine ou plus, et la personne atteinte peut atteindre 8 pieds ou plus de hauteur. La résistance aux œstrogènes est la seule autre condition endocrinienne qui peut rivaliser avec l'excès d'hormone de croissance pour produire le gigantisme. En revanche, la grande taille associé au syndrome d'insensibilité aux androgènes le plus courant n'est en moyenne que de quelques centimètres.
Le syndrome de Sotos ressemble à l'acromégalie par sa légère distorsion de la croissance faciale. En plus d'une grande taille générale, les principales caractéristiques sont une tête de grande taille, une intelligence inférieure à la moyenne et une hérédité autosomique dominante.
Il existe une cinquantaine de syndromes génétiques encore plus rares dans lesquels la croissance de l'enfant est supérieure à la moyenne. Ces affections sont souvent associées à un retard du développement ou à d'autres problèmes plus graves, ainsi qu'à la taille de l'adulte ou ne peuvent être légèrement augmentées.

## Étymologie et terminologie
D'autres noms quelque peu obsolètes pour cette pathologie sont l'hypersomie (grec hyper au-dessus du niveau normal " et soma, somatos, « corps »), la macrogenèse (grec makros « grand, production, génération ») et somatomégalie (en grec : soma, somatos, « corps » et megas, megas, megalos, great).